# 69
69 (LXIX, na numeração romana) foi um ano comum do século I, do Calendário Juliano, da Era de Cristo, teve início a um domingo e terminou também a um domingo, e a sua letra dominical foi A.
| Ano completo                    |
| ------------------------------- |
| Ano comum com início ao domingo |

## Eventos
- 212a olimpíada; Polites de Ceramo vence o estádio.[1]
- O Ano dos quatro imperadores em Roma (guerra civil):
  - 1 de Janeiro — As legiões romanas na Germânia Superior se recusam a jurar lealdade a Galba. Eles se rebelam e proclamam Vitélio como imperador;
  - 2 de Janeiro – Vitélio é aclamado imperador pelo Reno;
  - 15 de Janeiro – Galba é morto pela Guarda Pretoriana; no mesmo dia, o Senado reconhece Otão imperador;
  - 14 de Abril – Vitélio derrota Otão;
  - 16 de Abril – Otão comete suicídio; Vitélio é reconhecido imperador;
  - 1 de Julho:
    - Tibério Júlio Alexandre ordena que suas legiões romanas em Alexandria jurem lealdade a Vespasiano como imperador;
    - Vespasiano, comandante do exército romano na Judeia, é proclamado imperador;

  - Agosto – As legiões do Danúbio anunciam apoio à Vespasiano (na Síria) e invadem a Itália em Setembro com esse intuito;
  - Outubro – O exército danubiano derrota Vitélio e Vespasiano ocupa o Egito.
  - 20 de Dezembro — Vespasiano, anteriormente general no governo de Nero, entra em Roma para reivindicar o título de Imperador.
  - 21 de Dezembro – Vespasiano é reconhecido imperador;
  - Início da Revolta dos Batavos (69-70).
  - 22 de dezembro — O imperador Vitélio é capturado e assassinado nas Escadas Gemônias em Roma.

## Mortes
- 15 de Janeiro - Galba é morto pela Guarda Pretoriana
- 16 de Abril - Otão comete suicídio
- 22 de Dezembro - Vitélio, Imperador de Roma (assassinado) (n. 15).
- Esporo - cometeu suicídio